# North Vanlaiphai
North Vanlaiphai är en ort i Indien.   Den ligger i distriktet Serchhip och delstaten Mizoram, i den östra delen av landet, 1 700 km öster om huvudstaden New Delhi. North Vanlaiphai ligger 1 385 meter över havet och antalet invånare är 3 475.
Terrängen runt North Vanlaiphai är kuperad norrut, men söderut är den bergig. North Vanlaiphai ligger uppe på en höjd. Runt North Vanlaiphai är det ganska glesbefolkat, med 39 invånare per kvadratkilometer. I omgivningarna runt North Vanlaiphai växer i huvudsak städsegrön lövskog.